# 민대혁 효자문
민대혁 효자문은 대한민국 충청북도 영동군 용산면에 있다. 1997년 7월 4일 영동군의 향토유적 제55호로 지정되었다.

## 개요
민대혁의 효행을 기리기 위해 1892년 건립한 정문이다.